# Randy Newman (album)
Pour l'artiste, voir Randy Newman.
Albums de Randy Newman
12 Songs
(1970)
Randy Newman (juin 1968) est le 1er album de l'auteur-compositeur-interprète américain de rock Randy Newman. Il est parfois désigné avec son sous-titre : Randy Newman Creates Something New Under The Sun.

## Titres de l’album
Toutes les compositions sont de Randy Newman.
1. Love Story (You and Me) – 3:20
2. Bet No One Ever Hurt This Bad – 2:00
3. Living Without You – 2:25
4. So Long Dad – 2:02
5. I Think He's Hiding – 3:04
6. Linda – 2:27
7. Laughing Boy – 1:55
8. Cowboy – 2:36
9. Beehive State – 1:50
10. I Think It's Going to Rain Today – 2:55
11. Davy the Fat Boy – 2:50

## Musiciens
- Randy Newman - piano, chant
- James Burton - guitare
- Tommy Morgan - harmonica

Lien vers la liste complète : Autres musiciens